# Festival TV ABU de la chanson 2013
Le Festival TV ABU de la chanson 2013 (officiellement ABU TV Song Festival 2013) a eu lieu à  l'Opéra de Hanoï dans la capitale vietnamienne, Hanoï, le 26 octobre 2013, avec la participation de 15 pays de la région Asie-Pacifique. Il a coïncidé avec la 50e Assemblée Générale de l'Union de radio-télévision Asie-Pacifique qui a également eu lieu dans la capitale vietnamienne.

## Pays participants
Quinze pays ont confirmé leur participation à la deuxième édition du Festival TV ABU de la chanson. Outre les 11 pays qui ont participé à la première édition, quatre pays ont fait leur début : le Brunei, l'Iran, le Kirghizistan et la Thaïlande.

## Chansons
Au total il y aura 17 chansons qui font partie de ce festival. L'Australie présentera un mélange de deux chansons de la main de Justice Crew. Aussi, pour la première fois, le pays hôte (Viêtnam, cette année 2013) présentera deux chansons différentes.
Les chansons participants au festival sont comme suit:
| Draw | Pays           | Langue          | Artiste(s)                          | Chanson                             | Traduction en français               |
| ---- | -------------- | --------------- | ----------------------------------- | ----------------------------------- | ------------------------------------ |
| 01   | Iran           | Persan          | Mohsen Mirzadeh (محسن میرزازاده)    | "Arman" (رمان)                      | Désir                                |
| 02   | Corée du Sud   | Coréen, Anglais | Sistar                              | "Give It to Me"                     | Donne-le moi                         |
| 03   | Singapour      | Tamoul          | Shabir                              | "Maybe"                             | Peut-être                            |
| 04   | Sri Lanka      | Anglais         | Sarith & Surith                     | "Friends"                           | Amis                                 |
| 05   | Thaïlande      | Anglais         | Kandy Rakkaen (แคนดี้ รากแก่น)         | "The Dancing Arts of Thai Boxing"   | Les arts de la danse de la boxe thaï |
| 06   | Japon          | Anglais         | May'n (メイン)                      | "ViViD"                             | -                                    |
| 07   | Kirghizistan   | Anglais         | Tola Tursunaliev (Тола Турсуналиев) | "The Power of Love"                 | Pouvoir de l'amour                   |
| 08   | Afghanistan    | Pachto          | Shahzad Adeel (شهزاد عادل)          | "Ma Ba Tu'em" (ما به تو ایم)        | Nous sommes avec vous                |
| 09   | Brunei         | Malais          | Qeez Idrus                          | "Salahkah Aku"                      | Suis-je à blâmer                     |
| 10   | Malaisie       | Malais          | Alyah                               | "Kisah hati"                        | L'histoire d'un cœur                 |
| 11   | Chine          | Anglais         | Zheng Qi Dou Yan (争奇斗艳)         | "Love Will Keep Us Together"        | Aimer va nous garder ensemble        |
| 12   | Australie      | Anglais         | Justice Crew                        | "Boom Boom" et "Best Night" (remix) | -                                    |
| 13   | Hong Kong      | Cantonais       | Mag Lam (林欣彤)                    | "Shi Jian"                          | Temps                                |
| 14   | Indonésie      | Indonésien      | Putri et Shella                     | "Mimpiku"                           | Mon rêve                             |
| 15   | Vietnam (host) | Vietnamien      | The Pentatonic (Ngũ Cung)           | "Cao nguyên đá"                     | Highland Plateau                     |
| 16   | Vietnam (host) | Vietnamien      | Văn Mai Hương                       | "Là anh đó"                         | C'est vous                           |

## Radiodiffusion internationale
Chaque pays participant est invité à diffuser le festival à travers son réseau et à fournir une rétroaction dans les langues indigènes. Le festival peut également être diffusé par n'importe quelle chaîne de télévision appartenant à l'Union de radio-télévision Asie-Pacifique.
| Pays         | Organisme                             | Acronyme  |
| ------------ | ------------------------------------- | --------- |
| Afghanistan  | Radio Television Afghanistan          | RTA       |
| Australie    | Special Broadcasting Service          | SBS       |
| Brunei       | Radio Televisyen Brunei               | RTB       |
| Chine        | Zhōngguó Zhōngyāng Diànshìtái         | CCTV      |
| Corée du Sud | Korean Broadcasting System            | KBS       |
| Hong Kong    | Television Broadcasts Limited         | TVB       |
| Indonésie    | Televisi Republik Indonesia           | TVRI      |
| Iran         | Islamic Republic of Iran Broadcasting | IRIB      |
| Japon        | Nippon Hoso Kyokai                    | NHK       |
| Kirghizistan | Kyrgiz Television                     | KTR       |
| Malaisie     | Radio Television Malaysia             | RTM       |
| Singapour    | MediaCorp                             | MediaCorp |
| Sri Lanka    | MTV Channel (Pvt) Ltd                 | MTV       |
| Thaïlande    | Thai Public Broadcasting Service      | TPBS      |
| Viêt Nam     | Vietnam Television                    | VTV       |